# ノシル・ゴワディア
ノシル・ゴワディア（Noshir Gowadia, 1944年 - ）は、インド系アメリカ人の技術者。ノースロップ社のB-2ステルス戦略爆撃機（通称：スピリット）の設計者の1人。2005年スパイ容疑で逮捕され、中国に軍事機密を売った罪で2011年1月に32年の懲役刑が下されて、現在も連邦刑務所に収監中。

## 概要

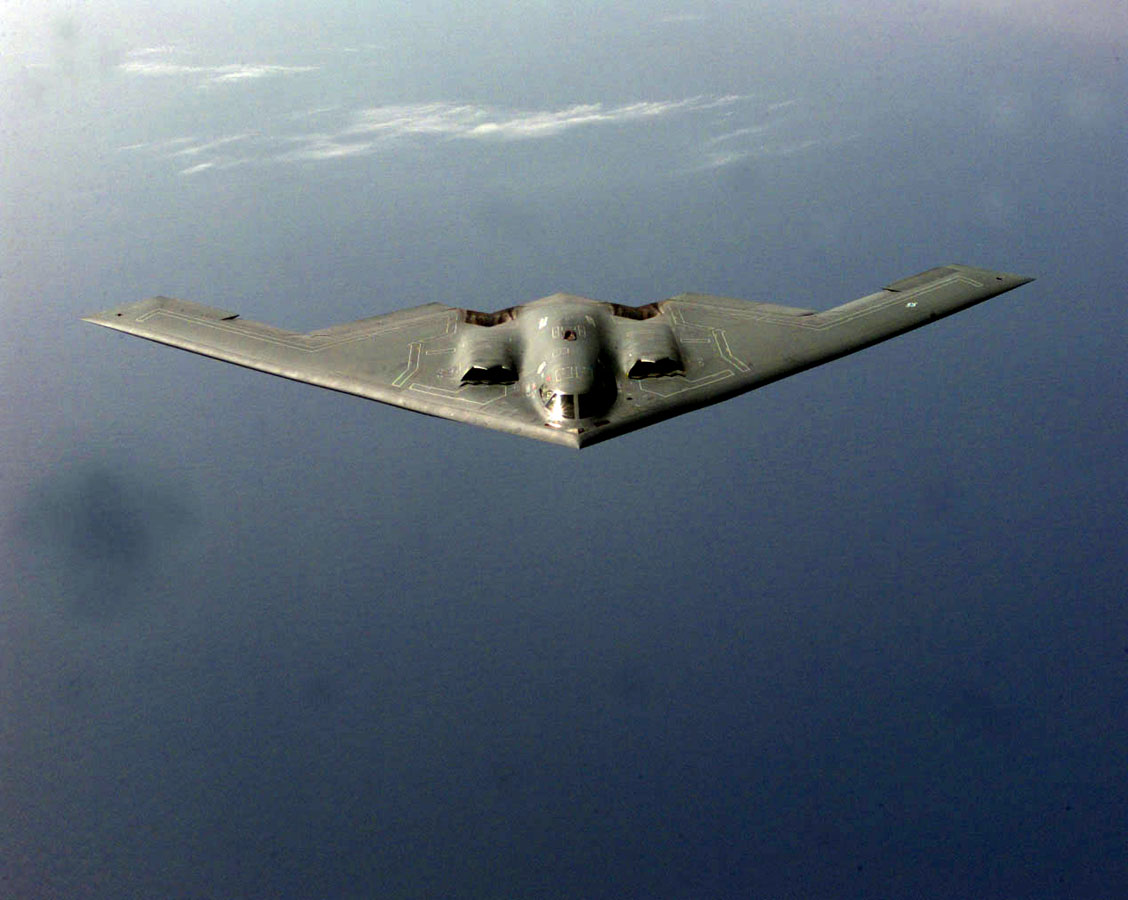
B-2 スピリット

インドのパールシー（ゾロアスター教徒）の家庭に生まれ、後にアメリカ合衆国に移住してアメリカの市民となった。1968年にノースロップ社（当時）での仕事に携わり、B-2の設計を担当し、1986年まで勤めていた。1990年代はロスアラモス研究所でも技術者として働き、1999年、自らのコンサルティング会社であるN.S. Gowadia社を設立した。
2005年10月、当局から2度にわたり事情聴取を受け、彼のハワイにある数百万ドルの財産についても調査が入った。そして同月承認されていない第三者に対して、B-2ステルス戦略爆撃機に関する情報をはじめとする国防に関わる情報を漏洩した疑いで逮捕される。供述書によると、彼は機密性書類を流出させたことを認めた。
2006年11月、ハワイの大陪審は中華人民共和国に対する設計をはじめとした防衛に関連する協力行為で、ゴワディアを起訴した。訴状にはゴワディアが中国に入国し、ステルス性排気ノズル (stealthy exhaust nozzle ) の開発に力を貸していたことも記述された。
2005年の逮捕以来保釈されておらず収監が続いていたが、2011年1月24日アメリカ合衆国連邦裁判所において32年の懲役の判決が下された。